# Idole prillwickie

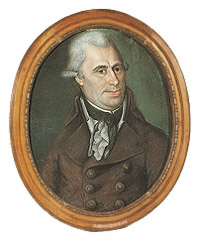
Gideon Nathanael Sponholz

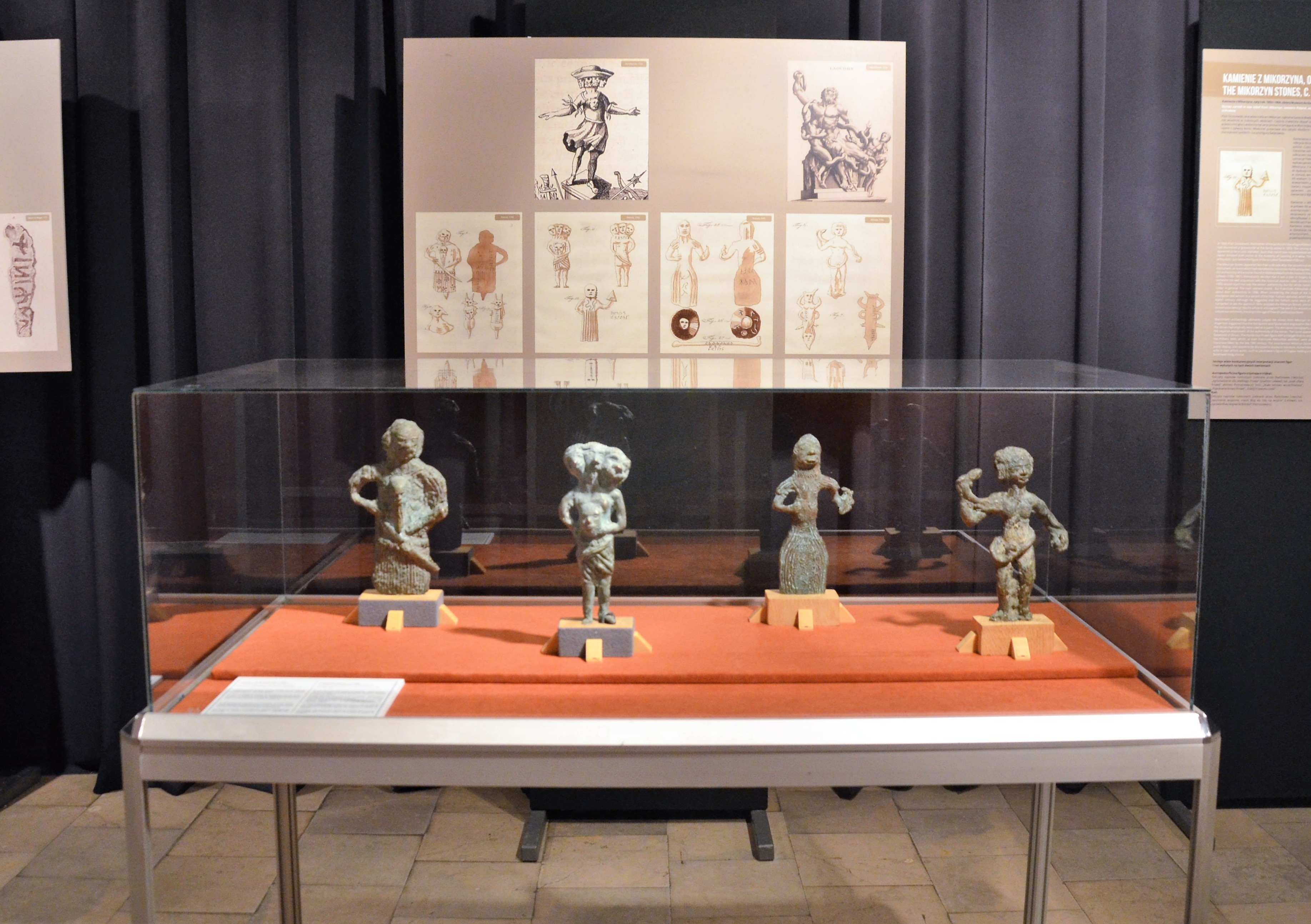
Idole prillwickie z Mecklenburgischen Volkskundemuseum – Freilichtmuseum Schwerin-Mueß na wystawie Slavia apocrypha w Muzeum Archeologicznym w Krakowie, pierwszy pokaz w Polsce (2018)

Idole prillwickie, bałwanki przylwickie – nazwa grupy stu kilkudziesięciu figurek odkrytych rzekomo w II połowie XVIII wieku w Prillwitz nad jeziorem Tollensesee w Meklemburgii. Pierwsza informacja o ich odkryciu ukazała się w 1768 roku. 
Figurki te miały rzekomo pochodzić z Radogoszczy i przedstawiać wyobrażenia bóstw słowiańskich, m.in. Radogosta. Wiele z nich opatrzonych jest napisami runicznymi, rzekomym pismem słowiańskim. Znaczna część figurek przedstawia postacie z lwimi głowami i bujnymi grzywami.
„Odnalezienie” idoli prillwickich stało się wielkim wydarzeniem w ówczesnej Europie i początkowo badacze powszechnie przyjęli ich autentyczność. Oszustwu dał się zwieść m.in. Jan Potocki, który w 1794 roku osobiście odwiedził miejsca ich rzekomego odkrycia, wykonał rysunki części z nich, a całą sprawę nagłośnił w wydanej w 1795 w Hamburgu relacji z podróży po Niemczech. O autentyczności znalezisk z Prillwitz było przekonanych wiele autorytetów naukowych ówczesnych czasów, takich jak Wawrzyniec Surowiecki, Joachim Lelewel i Wojciech Cybulski. Jako jeden z nielicznych krytyczne stanowisko zajął Feliks Bentkowski.
Autentyczność rzekomych znalezisk z Prillwitz zakwestionowano dopiero wraz z rozwojem archeologii w połowie XIX wieku. Okazały się one jedynie niezdarnymi odlewami z brązu pomieszanymi z kilkoma znaleziskami autentycznymi, jednak niemającymi nic wspólnego ze Słowianami. Autorem fałszerstwa był najprawdopodobniej złotnik z Neubrandenburga Gideon Nathanael Sponholz.
W 1883 roku Roman Zawiliński zauważył, że niektóre z run umieszczonych na posągach podobne są do tych na 262 stronie dzieła Hansa Heinricha Klüvera z 1737 roku pod tytułem Beschreibung des Hertzogthums Mecklenburg. Odnosząc się do zapisanych nazw stwierdził: „Nawet na bóstwie zwanym u Mascha Schwayxtix położono bez namysłu Belbock, zepsute imię słowiańskie, obok zepsutego litewskiego, czemu fałszerz nie winien, bo z drukowanego kopiował dzieła”.
Idole prillwickie są obecnie przechowywane w muzeum w Schwerinie.

## Szkice figurek prillwickich

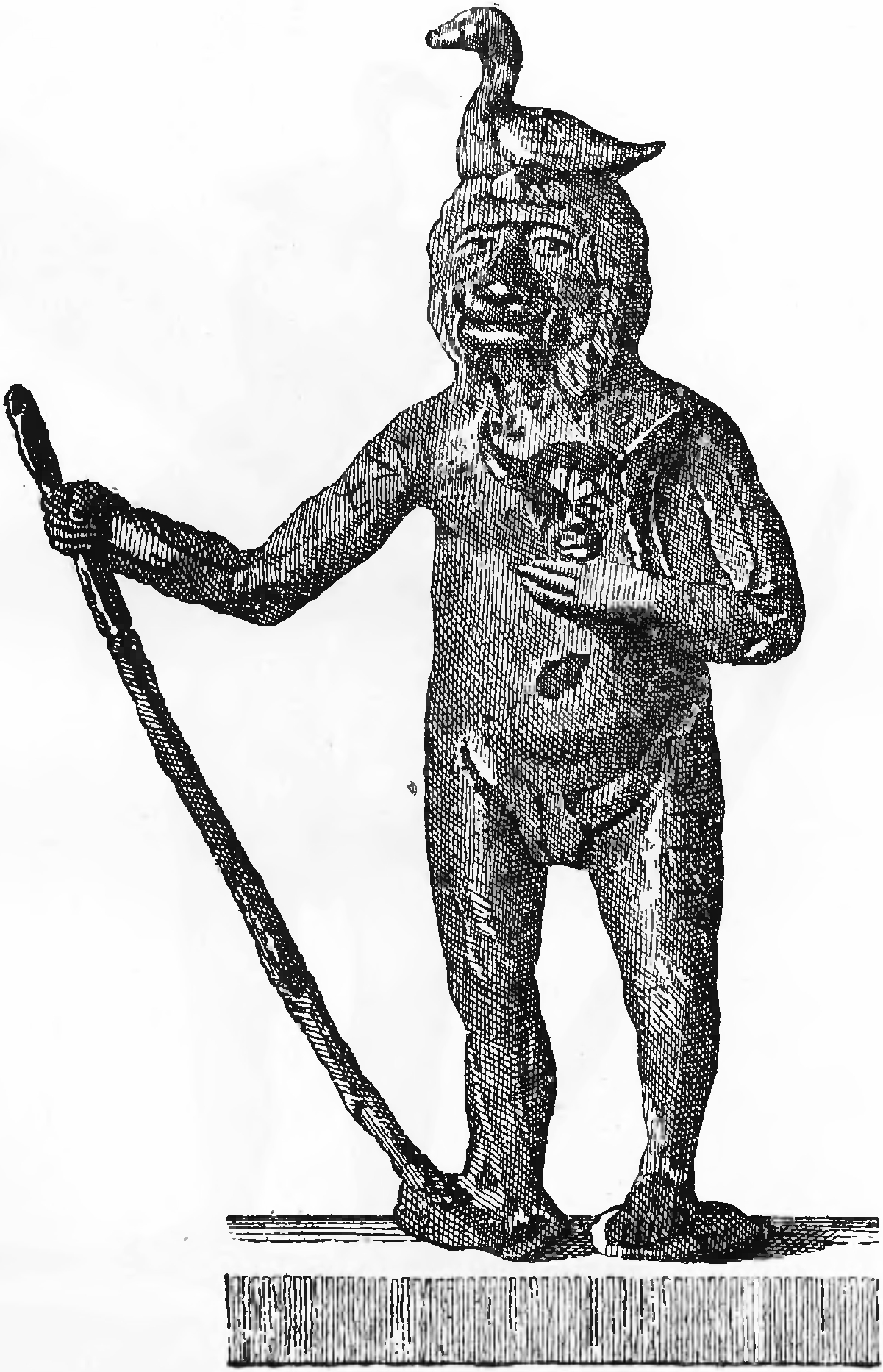
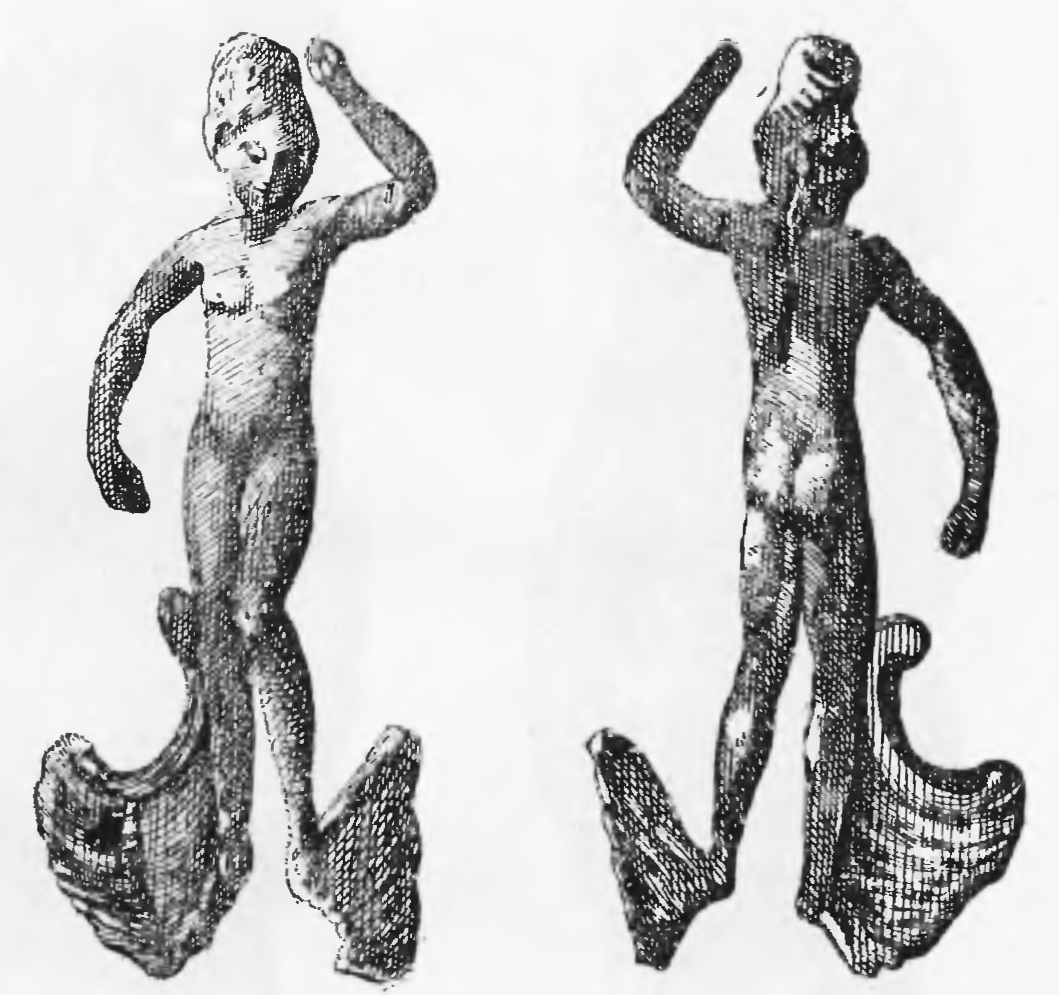
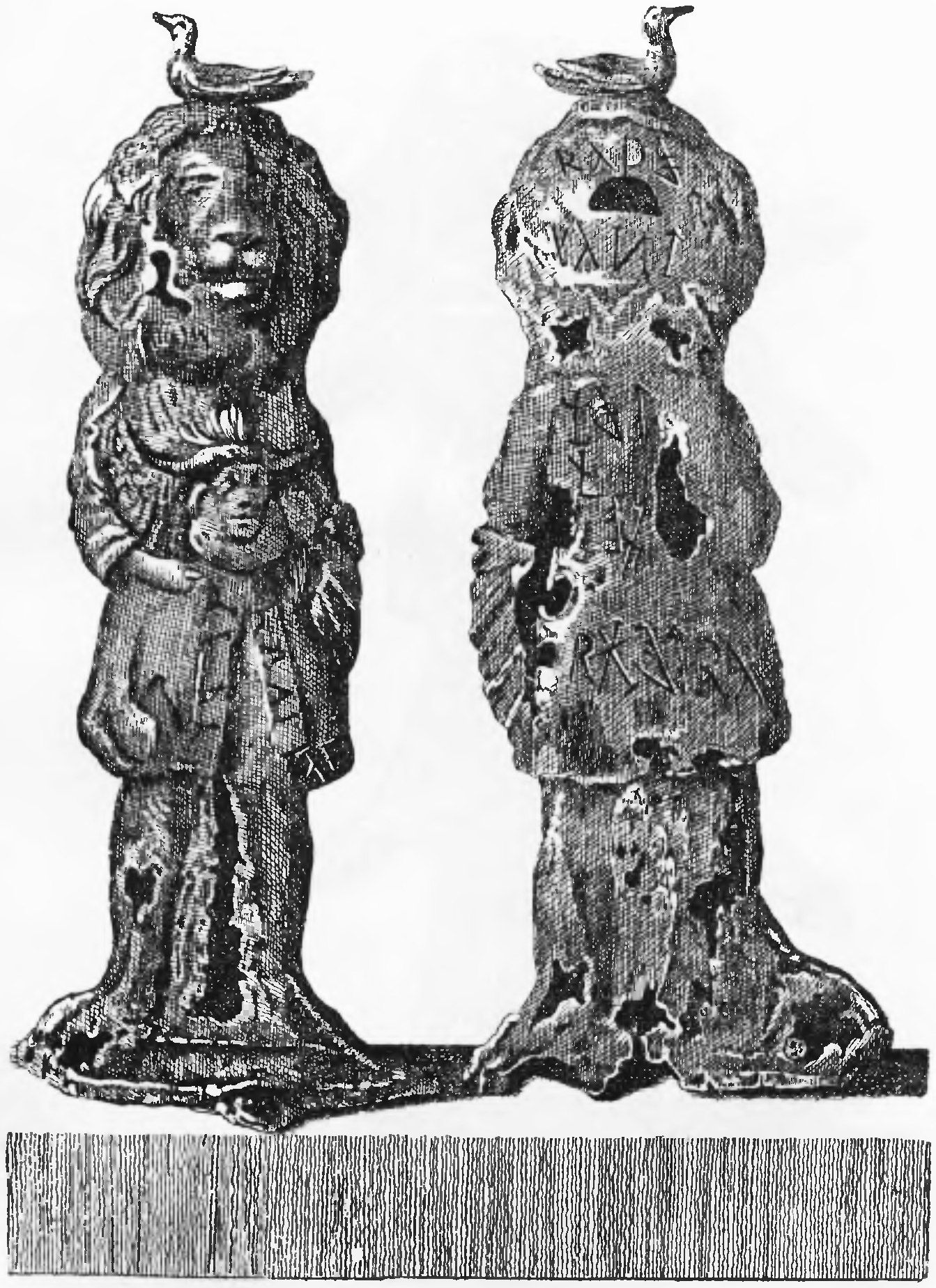
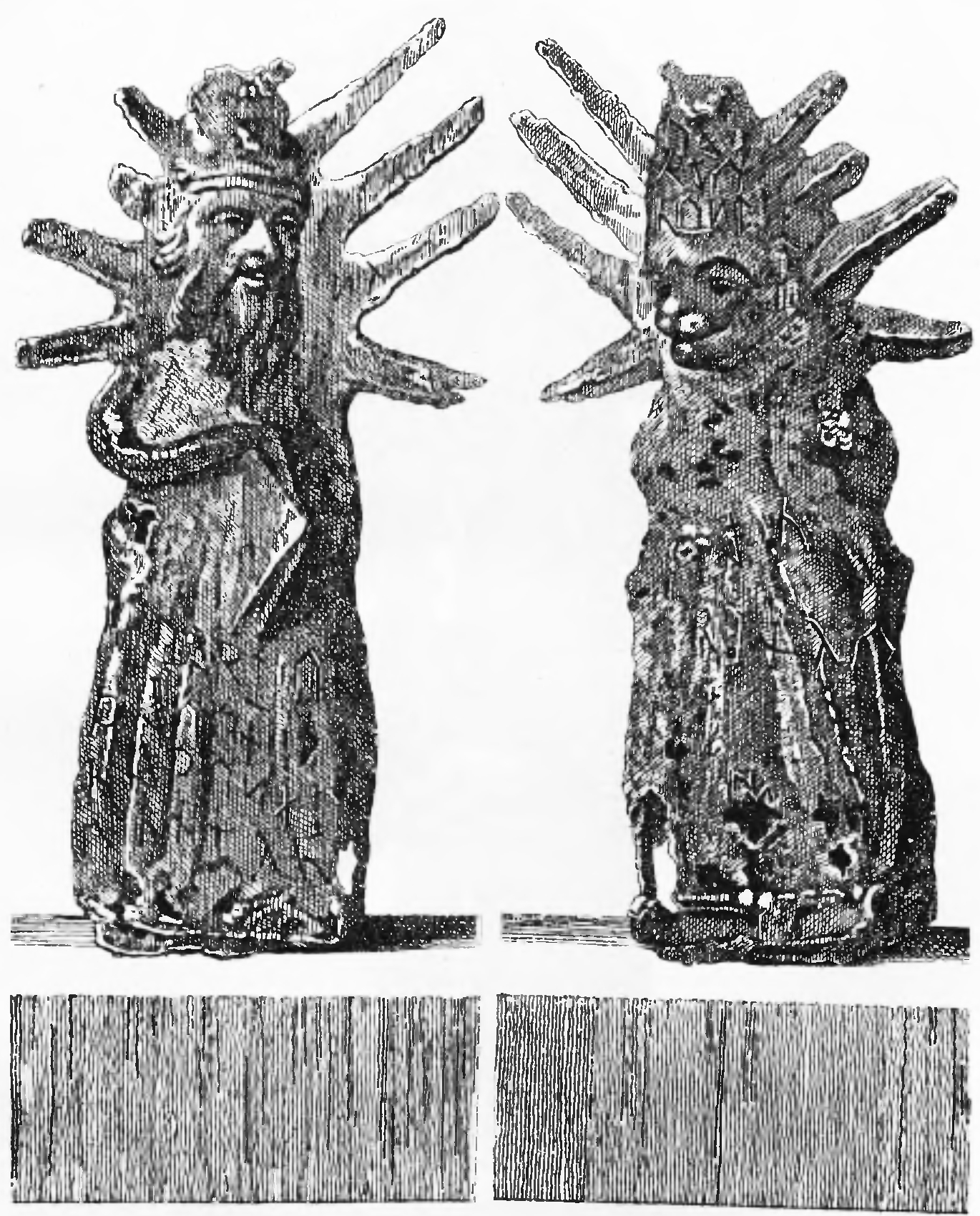
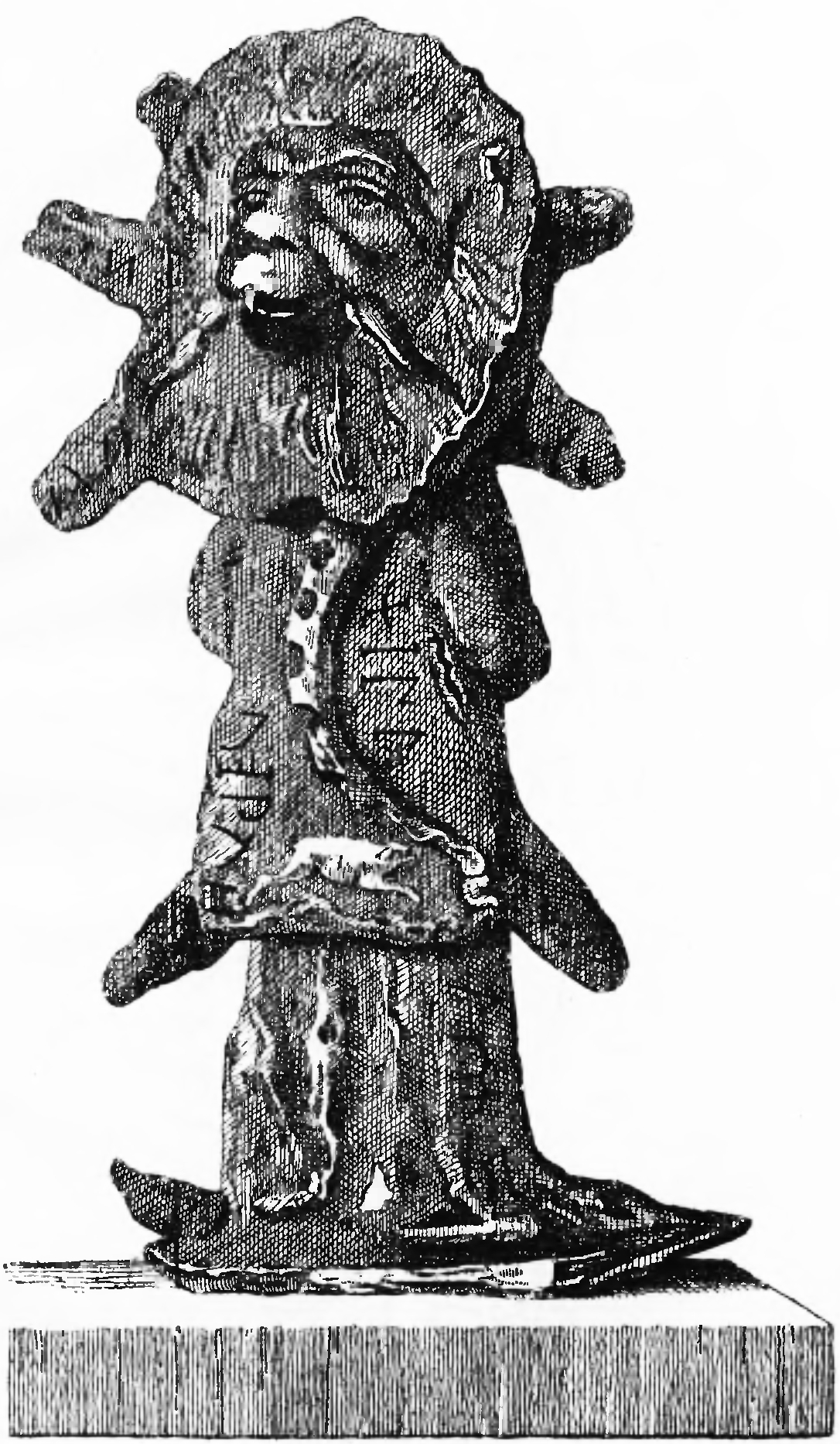